# Rho de l'Indi
Rho de l'Indi (ρ Indi) és una estrella subgegant groga en la constel·lació de l'Indi. És una estrella visible a ull nu, però escassament. L'edat del planeta és d'uns 13 gigaanys, calculant-se que es troba al final del seu cicle abans de morir i esdevenir una nebulosa planetària.
El 17 de setembre del 2002 s'hi va descobrir el planeta Rho Indi b.